# ラストベガス
『ラストベガス』（Last Vegas）は、2013年のアメリカ合衆国のコメディ映画。

## ストーリー
ビリー、パディ、アーチー、サムの4人組は、幼い頃からの大親友。ある日、唯一独身を貫いてきたビリーが若い娘と結婚することになり、ラスベガスで派手なバチェラー・パーティーを行うため、3人と久しぶりの再会を果たす。久しぶりに羽目を外すことに年甲斐もなく興奮する面々だったが、パディだけは浮かない顔をしていた。先立ったパディの妻のソフィの葬儀に、ビリーが出席しなかったのを根に持っていたのだ。しかし、アーチーがカジノで大勝し、最高級ホテルやクラブで派手に騒ぐうち、次第にパディにも笑顔が戻っていく。ところが、4人の前に美人の歌手が現れたことで、彼女を巡って再びビリーとパディは対立してしまう。対立の原因はそれだけではなく、実は二人には幼い頃から続く大きな確執が隠されていたのだ。

## キャスト
※括弧内は日本語吹替
- ビリー - マイケル・ダグラス（小川真司）
- パディ - ロバート・デ・ニーロ（羽佐間道夫）
- アーチー - モーガン・フリーマン（坂口芳貞）
- サム - ケヴィン・クライン（野島昭生）
- ダイアナ - メアリー・スティーンバージェン（高島雅羅）
- ディーン - ジェリー・フェレーラ（英語版）（古川裕隆）
- ロニー - ロマニー・マルコ（英語版）（玉木雅士）
- モーリス - ロジャー・バート（野川雅史）
- ミリアム - ジョアンナ・グリーソン（英語版）（槇原千夏）
- エズラ - マイケル・イーリー（増元拓也）
- リサ - ブレ・ブレア
- ホット・ウェイトレス - ヴェロニカ・ロサティ
- カーティス・ジャクソン - 本人
- レッドフー - 本人